# Drapetes mordelloides
Drapetes mordelloides is een keversoort uit de familie kniptorren (Elateridae). De wetenschappelijke naam van de soort is voor het eerst geldig gepubliceerd in 1789 door Host.